# Ulmus mexicana
Ulmus mexicana là một loài thực vật có hoa trong họ Ulmaceae. Loài này được (Liebm.) Planch. miêu tả khoa học đầu tiên năm 1873.